# 丹氏祕鱂
丹氏祕鱂為輻鰭魚綱鯉齒目鯉齒亞目鯉齒鱂科秘鳉属的其中一種，分布於亞洲東土耳其的淡水流域，體長可達5公分，棲息在中底層水域。

## 擴展閱讀
維基物種上的相關：丹氏祕鱂